# غرانت آدم
غرانت آدم (بالإنجليزية: Grant Adam)‏ (16 أبريل 1991 بغلاسكو في المملكة المتحدة - ) هو لاعب كرة قدم بريطاني في مركز حراسة المرمى. شارك مع منتخب اسكتلندا تحت 16 سنة لكرة القدم ومنتخب اسكتلندا تحت 17 سنة لكرة القدم ومنتخب اسكتلندا تحت 19 سنة لكرة القدم ومنتخب اسكتلندا تحت 21 سنة لكرة القدم. أما مع النوادي، فقد لعب مع نادي رينجرز ونادي سانت ميرين ونادي دندي وأردريونيانز وفورفار أثلتيك ‏ ونادي كاودينبيث لكرة القدم ونادي غرينوك مورتون.

## وصلات خارجية
- غرانت آدم على موقع قاعدة بيانات كرة القدم.إي يو (الإنجليزية)
- غرانت آدم على موقع Soccerbase.com (لاعب) (الإنجليزية)
- غرانت آدم على موقع Soccerway.com (الإنجليزية)